# Découpe assistée par ultrasons

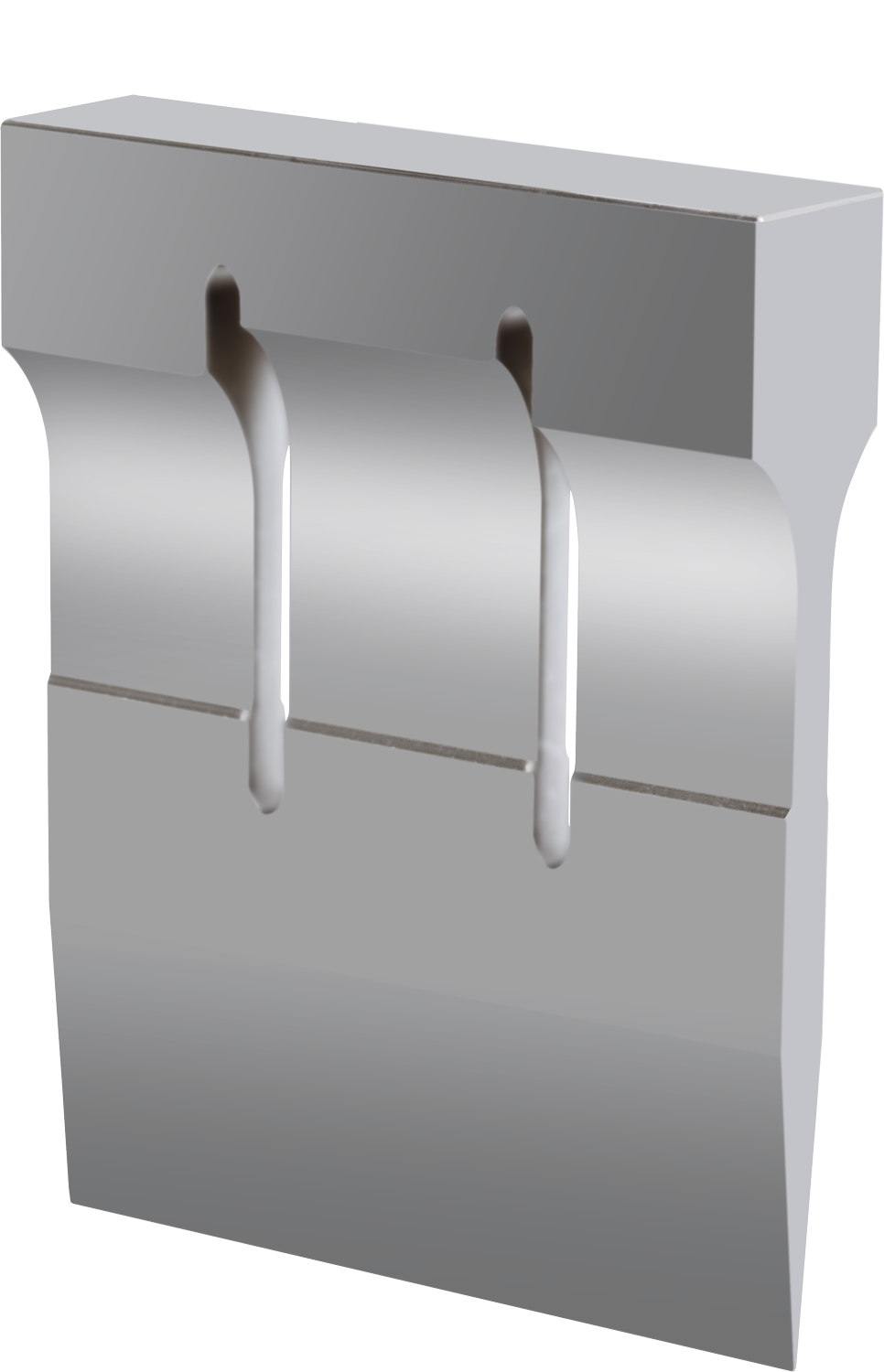
Exemple d'un sonotrode (lame liée à un générateur d'ultrasons)

La découpe assistée par ultrasons est un procédé pour la découpe sans pression de matériaux avec une lame excitée par ultrasons.

## Principe
Les ultrasons ne sont pas en tant que tels l’outil de découpe, mais ils sont utilisés pour améliorer les performances d'une lame actionnée d'un mouvement de guillotine. Les ultrasons sont donc appliqués à une lame de géométrie particulière.
Les couteaux à ultrasons peuvent être fabriqués jusqu'à une profondeur de coupe de 40 - 180 mm et une largeur de coupe allant jusqu'à 400 mm.

## Avantages
Les avantages les plus importants de la découpe assistée par ultrasons sont les coupes rapides et variables, les surfaces de coupe propres ainsi que les temps d'arrêt réduits pour le nettoyage des couteaux.
Le couteau à ultrasons oscille en fonction de la fréquence 20,000, 25,000, 30.000, 35.000 ou 40.000 fois par seconde (20, 25, 30, 35 ou 40 kHz), ce qui se traduit par une friction de surface minimum entre le produit et le couteau à ultrasons. En règle générale, cela signifie que, d'une part, aucun revêtement de surface n'est nécessaire pour le couteau et qu'aucun résidu de produit ne se fixe à la surface du couteau.
La découpe assistée par ultrasons se distinguent par une coupe précise et nette avec une présentation avantageuse à vendre.

## Utilisations
L'utilisation de la découpe assistée par ultrasons convient à la découpe de produits mous, collants, moelleux, crémeux, friables ou cassants. C'est le cas des aliments, des thermoplastiques et des textiles qui ne sont pas effilochés lors de la découpe.